# Robert Ryan
Robert Bushnell Ryan (Chicago, 11 de novembro de 1909 — Nova Iorque, 11 de Julho de 1973), mais conhecido como Robert Ryan, foi um ator norte-americano.
Tornou-se famoso por interpretar personagens noir em clássicos filmes hollywoodianos da RKO Radio Pictures na década de 1940.

## Os primeiros anos
Robert Bushnell Ryan é lembrado por uma variedade de delinquentes, desajustados e fanáticos intransigentes. Na vida real, esse nativo de Chicago, nascido em 11 de novembro de 1909 foi um liberal ativo, que apenas se transformava para fazer seus papéis. Seu pai, Timothy Ryan, era um irlandês católico, que trabalhava como executivo na área de comércio; já sua mãe, Mabel Ryan, era descendente de ingleses.
O jovem Ryan era uma criança tímida e nunca perdeu essa qualidade por completo - mesmo depois de se transformar num futuro astro de Hollywood. Aos 8 anos, seu irmão mais novo morreu.  Aos 26 anos, seu pai morre em conseqüência de uma batida de carro. Decidiu então  entrar para uma academia de Boxe, e seu objetivo, era continuar os estudos para ingressar na faculdade, o que ele conseguiu. Lá, ele conquistou vários títulos como campeão amador de peso-pesado de Boxe. Seu gosto era pela literatura, e tinha intenção de se formar em jornalismo.
Mas chegava o ano de 1929, o fatídico ano da Grande Depressão, com a queda da bolsa de valores de Nova Iorque. Ryan se recusava a entrar para a área comercial de seu pai, por isso, ele engrenou em vários trabalhos, como folguista de navios, Guarda-Costa, vaqueiro, modelo fotográfico, e até cobrador de dívidas. Um amigo de sua mãe lhe deu uma nomeação no Serviço Público Municipal de Chicago, mas um investimento de sorte com petróleo permitiu Bob Ryan a procurar treinamento profissional em arte dramática. Ryan decidira ser ator quando um fotógrafo, que havia feito algumas fotos de Bob como modelo fotográfico, achou que ele era fotogênico e que correspondia bem as câmeras, e que ele poderia, influenciado por seu porte atlético graças aos anos dedicados ao Boxe, conseguir fazer carreira no cinema. Robert Ryan media 1m93 de altura, e quando jovem, era bem musculoso e torneado.

## Rumo a Hollywood
Decidido a ser ator, mesmo a contragosto de sua mãe, que queria vê-lo no ramo de comércio como seu finado pai, Ryan foi para a Califórnia matricular-se no Playhouse de Pasadena, mas preferiu a Oficina Teatral de Max Reinhardt, uma das mais respeitadas em Hollywood. Lá, conheceu a aluna Jessica Cadwalader, com quem se casou em 1939, e que se tornaria sua companheira até o falecimento dela, em 1972. Jessica fez poucos trabalhos como atriz de cinema, preferindo ingressar na área de pedagogia e ensino, publicando livros infantis, e até histórias de mistério.
Após sua graduação, começou a trabalhar já como ator profissional, em filmes musicais, mas eram papéis pequenos, ganhando $75 dólares por semana. Começou a fazer algumas películas na Paramount, mas esta não se impressionou com o jovem ator de 30 anos, que ao contrário do que diria aquele fotógrafo que recomendou Ryan para o mundo do cinema por possuir fotogênia - a Paramount não o achou nada fotogênico, e que não se enquadrava as câmeras.
Logo, Bob Ryan viu oportunidade no teatro. Sua primeira peça intitulou-se Um beijo de Cinderela, contracenando com Luise Rainer. O ex-marido dela, Clifford Odets, vendo-o na peça, viu nele uma presença viril que poderia atrair o público feminino, e lhe ofereceu o papel de um jovem amante em Só a Mulher Peca(Clash By Night), na Broadway, e logo, foi visto nela por Peter Lorents, executivo da RKO. Feitos os primeiros testes neste estúdio, Bob foi aceito, e logo assinou um contrato, ganhando inicialmente, 600 dólares por semana.
Seus primeiros trabalhos na RKO foram películas de guerra, que serviam praticamente como propaganda americana durante a II Guerra Mundial. Bombardeio(1943), foi um destes trabalhos, como um jovem estudante da força aérea, contracenando com Randolph Scott. Ginger Rogers sugeriu Bob Ryan para ser seu galã para o primeiro papel principal dele, em Mulheres de Ninguém/Lady in the Dark, em 1944, mas só porque ele havia aberto mão de seu cachê entre os trabalhadores do estúdio, devido uma manipulação diplomática  da própria Ginger.

## Ryan durante a II Guerra
Em 1944, Robert Ryan se juntou ao serviço de guerra, alistando-se nos fuzileiros navais. Sua carreira em Hollywood foi ligeiramente interrompida pela Segunda Guerra Mundial. Por dois anos , Bob trabalhou como um instrutor no Corpo de Fuzileiros Navais, no acampamento do Capitão Pendleton. Testemunhou  os efeitos psicológicos daqueles que combateram no Pacífico, e o difícil retorno daqueles que tentavam voltar a vida cívil. Prestou auxílio aos feridos e aleijados, e viu o horror atrás do olhar assombrado dos que tinham vivido os eventos e a crueldade da Guerra, deixando seus camaradas, mortos em batalha, para trás.

## Heróinoirdas telas
Finda a Guerra, retornou a RKO, como um xerife que ajuda o delegado Randolph Scott no filme Sem Deus e Sem lei, em 1947, um faroeste B de rotina. Logo, chegaria ao ápice de sua atuação, onde teve seu melhor desempenho e papel até então, como um policial da Guarda Costeira que se apaixona por Joan Bennett, e ambos combinam matar o marido cego desta, no clássico A Mulher Desejada/The Woman on The Beach, de Jean Renoir, também 1947. A partir deste momento, eletrizou plateias com a claustrofobia noir que muito identificou o ator, que se seguiria como o psicopata  assassino e antissemita procurado pela polícia em Rancor/Crossfire, de Edward Dmytryk, que lhe deu sua única indicação ao Oscar de melhor ator coadjuvante, em 1947. Depois, veio o herói trágico em Punhos de Campeão/ The Set-Up, de Robert Wise, em 1949, interpretando Bill "Stocker" Thompson, um veterano boxeador que quer largar o Boxe, mas para isso, ele quer vencer sua última luta. Depois de várias derrotas consecutivas, sua esposa, Julie, apela para que ele desista do campeonato, mas ele não atende. Seus promotores foram corrompidos pela Máfia do Boxe, e Thompson ignora, ser seu dever,  perder a luta para um lutador mais jovem, patrocinado pelos mafiosos. Seguido em sua determinação de vencer, depois de muitos assaltos, Thompson finalmente ganha a luta, mas ignora o envolvimento de seus patrocinadores com os mafiosos até o último momento, quando eles combinaram entre si que Thompson deveria perder a luta, sem com isso, sequer avisá-lo. Na saída, Thompson é cercado pelos mafiosos, e tem suas mãos esmagadas por eles. Mesmo ferido e alquebrado, Thompson volta para casa, onde sua esposa o aguarda ansiosa, mas mal conseguindo ele caminhar em direção à porta, e cambaleante, cai em plena calçada. Da janela, Julie o vê, e sai em sua direção, acudindo-o. No fim, Thompson diz a esposa: Eu venci, Julie...eu venci. E ela responde:Sim, querido, nós vencemos esta noite...nós vencemos. Um dos melhores filmes de Boxe da história do Cinema. Aqui, Bob Ryan usou, sem o recurso de dublê, sua experiência como boxeador, sem precisar de aulas de Boxe, e segundo seu diretor, Robert Wise, foi um de seus filmes que menos deu trabalho a ele, justamente pelo ator principal saber lutar Boxe, e de ele ter sido, na vida real, campeão peso-pesado de Boxe Amador.

## Heróis e vilões
Seu currículo de heróis e vilões continuou em: Nascida para o Mal, em 1951, contracenando com Joan Fontaine; O Melhor dos Homens Maus/The Best of the Badmen, no mesmo ano, com Claire Trevor; Horizonte de Glória/Flying Leathernecks, ainda em 1951, sua primeira parceria com o diretor Nicholas Ray, e antagonizando com John Wayne, como um oficial americano humanista da Força Aérea Americana; Cinzas que Queimam/On Dangerous Ground, de 1952, outro filme da parceria Ryan/Ray, onde Bob, novamente em seu estilo noir, oferece o melhor de sua atuação, na pele de um amargo policial que perde a noção de justiça, mas se rende ao amor da cega Ida Lupino.
Em 1952, seu contrato com a RKO chegava ao fim, fechando com chave de ouro em um papel que ele havia desempenhado cerca de dez anos antes na Broadway: o de um amante cínico em Só a Mulher Peca/Clash By Night, atuando com Barbara Stanwyck e Paul Douglas, e a então iniciante Marilyn Monroe.
Agora trabalhando independente de qualquer contrato de estúdio, trabalhou para diversos deles, como a Metro-Goldwyn-Mayer, e a 20th Century Fox, ele ainda participou em: Nas Garras da Ambição/The Tall Men, em 1954, com Clark Gable; Conspiração do Silêncio/Bad Day at Black Rock, de 1954 com Spencer Tracy; O Preço de um Homem/The Naked Spur, de 1953, com James Stewart; Cidade abaixo do Mar/City Beneath of Sea, em 1953, com Anthony Quinn; Rastros do Inferno/Inferno de 1954, com Rhonda Fleming; A Borda da Morte (The Proud Ones), em 1956, com Jeffrey Hunter.
Entre 1957 e 1958 respectivamente, atuou como ator principal em dois filmes dirigidos pelo grande Anthony Mann: Os que sabem Morrer/Men in War e O Pequeno Rincão de Deus/God's Little Acre. No primeiro, um vigoroso drama de guerra, interpretando o Major Benson, que durante a Guerra da Coreia, entra em conflito com seu sargento(interpretado por Aldo Ray), por cada um possuir uma forma de pensar sobre a guerra. Benson luta por dever, mas seu sargento luta por instinto. No segundo, Ryan tem a experiência de interpretar um caipira ingênuo e simplório, que acredita ter um tesouro em sua fazenda. A atuação de Ryan pode parecer cômica, pois seu personagem é dramático em toda sua inocência. Vale conferir.
Em fim dos anos de 1950, Robert Ryan começa a atuar na televisão, em  filmes que iniciavam a dar seus primeiros passos na telinha, como O Grande Gatsby, em 1958, com Jeanne Crain, e As neves do Kilimanjaro, com Ann Todd. Em 1960, Ryan participou ativamente em peças  teatrais. Uma delas, atuou ao lado da grande Katharine Hepburn, em António & Cleópatra, de William Shakespeare, com Ryan e Hepburn, respectivamente, nos papéis títulos. Ficou em cartaz por meses seguidos.

## Na Europa
Em 1961, Ryan foi escolhido para interpretar o profeta João Batista em um projeto bíblico para o cinema. Rei dos Reis era uma película diferente de todas as outras que Bob estava acostumado a trabalhar, e ainda mais por ser um épico. Ele brincou a respeito, pois quando o escalaram para um papel bíblico no filme, ele pensou que lhe ofereceriam o papel de Judas, devido aos vilões que tão bem soube interpretar nas telas. Bob só aceitou interpretar o santo arauto e primo de Jesus Cristo(interpretado por Jeffrey Hunter) por dois motivos: primeiro, porque era um filme de Nicholas Ray(embora em produção de Samuel Bronston, um produtor excêntrico, de quem seguiu os trâmites na condução do filme), um cineasta com quem ele tinha um enorme prazer em trabalhar de novo, e por fim, Ryan receberia um cachê a partir de $50.000 dólares por apenas uma semana de trabalho na Espanha, onde o filme iria ser rodado. Foi seu primeiro trabalho fora dos Estados Unidos, rumo a Europa.
Nos próximos anos, Ryan iria filmar superproduções europeias ou ao menos, produções americanas filmadas na Europa, como O Mais Longo dos Dias/The Longest Day, 1962, ambiciosa produção da 20ºCentury-Fox sobre o Dia D, baseado no romance de Cornelius Ryan(nenhum parentesco com Bob), no papel do Brigadeiro americano James Gavin, rodado em locações de Marselha, França; na Inglaterra, atuou em Billy Budd, também de 1962, como um sádico Mestre de Armas de um navio, onde o personagem-título(interpretado por Terence Stamp) é torturado física e psicologicamente. A película foi dirigida pelo sempre competente(e saudoso) Peter Ustinov, que fez também a parte de interpretação, como o Comandante do navio; e A Guerra Secreta/La Guerre Secrète, em 1964, com Henry Fonda e Vittorio Gassman, na Itália e na França.

## Hollywood & Europa
Em Hollywood, foi um dos atores principais em três filmes seguintes:Os Profissionais/The Professionals (1966), Western com Burt Lancaster e Claudia Cardinale; O cadáver ambulante (1967), uma rara excursão pela comédia, com Sid Caesar; e Os Doze Condenados/The Dirty Dozen, aventura de Guerra, onde Ryan interpretava um antipático coronel, em antagonismo aos heróis interpretados por Lee Marvin e Charles Bronson, embora este último filme tivesse sido rodado em locações e estúdios britânicos.
Em 1967 e 1968, Bob realizou grande parte de suas películas na Europa, em produções italianas ou espanholas, começando com dois Western Spaghetti, gênero que vigorava no então momento:
Os Bravos não se Rendem/Custer of The West,     estrelado por Robert Shaw como o intrépido e arrogante militar norte-americano George Armstrong Custer, em um Western biográfico rodado na Espanha.
Caça ao Pistoleiro/Minuto por Pregare Un Instante Por Morire(Itália)/Dead Or Alive(EUA) - outro exemplar de Western Spaghetti, atuando ao lado de outro ator americano(e dos bons!), Arthur Kennedy, rodado na Itália.
Na  Itália ainda, fez uma participação especial  na película bélica A Batalha de Ânzio/Anzio, em 1968. Encerrou seu ciclo europeu, interpretando Capitão Nemo para um filme da MGM, Capitão Nemo e a Cidade Flutuante, em 1969, na Inglaterra.
Voltando para os Estados Unidos, engrenou no elenco de um dos grandes Western da história do cinema, e que revolucionou uma nova linguagem para este gênero, dirigido pelo poeta da violência Sam Peckinpah, Meu ódio Será Sua Herança/The Wild Bunch, em 1969, ao lado de dois grandes nomes do cinema mundial: William Holden e Ernest Borgnine.
Quando a década de 1970 se inicia, Robert Ryan descobre que tem câncer, mas ainda trabalha constantemente em boas películas, como Mato em Nome da lei/Lawman, de 1970, dirigido por Michael Winner(de Desejo de matar, com Charles Bronson); e Assassinato de um Presidente/Executive Action, de 1973, ambos estrelados pelo amigo Burt Lancaster.

## Marido, pai e ativista liberal
Robert Ryan e sua mulher, Jessica, tiveram três crianças: dois filhos, Timothy e Cheyney, e uma filha, Lisa.
Ryan, um democrata ativo, trabalhou para as boas relações entre as raças, e para o desarmamento. Ajudou a organizar e a dirigir um grupo de teatro na Universidade da Califórnia, e em 1951, Ryan, ajudado por sua esposa Jessica, fundou a Escola de Oakwood, com a missão de promover valores humanísticos. A escola, que foi aberta no quintal da casa dos Ryans, é considerada até hoje uma das melhores dos Estados Unidos.
Fora do ambiente hollywoodiano, e vivendo bem modestamente, Ryan e Jessica educavam seus filhos dentro dos valores humanísticos, e a esposa de Ryan, uma educadora, juntamente com o marido, abriram um centro de aprendizagem que oferecia uma alternativa as escolas públicas que não tinham vagas devido a aglomeração, intitulado Escola de Oakwood, em 1951. A escola foi aberta dentro do quintal de sua casa. Alguns vizinhos, de pensamentos conservadores e republicanos, não viram o projeto de Ryan e de sua esposa de bom agrado, e inclusive chegaram a pinchar as portas da casa do ator, com cruzes, e ofensas, chamando-o de "comunista".
Robert Ryan foi membro ativo do ACLU(do português, é UNIÃO AMERICANA DAS LIBERDADES CIVIS), um grupo de pensamento liberal e democrata americano, além de ser membro dos UN, sendo presidente na filial desta do sul da Califórnia. UN é outro grupo de pensamento liberal.
Na década de 1960, Robert Ryan se tornou uma "pomba militante", conduzindo o comitê que já fazia os primeiros protestos contra a Guerra do Vietnã. Em 1962, Ryan mudou-se com sua família para Nova York, onde ficou por três anos sem atuar em algum filme, preocupado com o ritmo de coisas que vinham acontecendo nos Estados Unidos, desde os problemas com o Vietnã, até com possíveis ameaças a vida do Presidente John Kennedy(o que ocorreu de fato em novembro de 1963), e o ator, contribuindo, como podia, para as causas sociais e políticas dos EUA.
Nesta época, atuou no teatro na peça Sr. Presidente,  de Howard Lindsay, por um ano.

## Os últimos anos
Jessica Cadwalader, sua esposa por mais de 20 anos, e com quem teve três filhos, morreu de câncer em 1972. Viúvo, e diagnosticado dois anos antes com o mesmo mal que matou a esposa, procurou, mesmo em seus derradeiros dias, decidir ainda atuar e trabalhar como vinha fazendo sempre. Em 1972, contracenou com Rod Steiger em Lolly Madona, seguindo The Iceman Cometh (1973); Executive Action(1973); e The Outfit(1973).
Robert Ryan, que em sua vida foi um membro ativo liberal pelas causas sociais e humanas, morreu em Nova York, aos 64 anos, vitimado pelo câncer. Seu corpo foi cremado, e suas cinzas, lançadas ao mar.

## Filmografia parcial
- 1943 - Behind the Rising Sun
- 1943 - Tender Comrade
- 1943 - Bombardeio
- 1944 - Inferno no Pacífico
- 1944 - Mulheres de Ninguém
- 1947 - A Volta dos Homens Maus
- 1947 - Rancor
- 1947 - Trail Street
- 1947 - A Mulher Desejada
- 1948 - Return of the Bad Men
- 1949 - Punhos de Campeão
- 1950 - Born to Be Bad (Alma sem pudor)
- 1951 - O Melhor dos Homens Maus
- 1951 - Horizonte de Glória
- 1951 - Cinzas que Queimam
- 1951 - A Estrada dos Homens sem Lei
- 1952 - Só a Mulher Peca
- 1953 - O Preço de um Homem
- 1953 - Cidade abaixo do mar
- 1953 - Rastros do Inferno
- 1954 - Estrada dos Homens sem Lei
- 1954 - Nas Garras da Ambição
- 1954 - Conspiração do Silêncio
- 1955 - Casa de Bambu
- 1956 - De Volta da Eternidade
- 1956 - À Borda da Morte
- 1957 - Homens em Guerra
- 1958 - O Pequeno Rincão de Deus
- 1958 - Por Um Pouco de Amor
- 1959 - O Dia do Fora-da-Lei
- 1959 - Odds Against Tomorrow
- 1960 - O Gigante de Gelo
- 1961 - Heróis da Polícia Montada
- 1961 - Rei dos Reis
- 1962 - O Mais Longo dos Dias
- 1962 - Vingador dos Mares
- 1964 - A Guerra Secreta
- 1965 - Uma Batalha no Inferno
- 1966 - Os Profissionais
- 1967 - Os Doze Condenados
- 1967 - Caça ao Pistoleiro
- 1968 - Os Bravos não se Rendem
- 1968 - A Batalha de Ânzio
- 1969 - Capitão Nemo e a Cidade Flutuante
- 1969 - Meu Ódio Será sua Herança
- 1971 - Mato em Nome da Lei
- 1972 - Lolly Madonna
- 1973 - The Iceman Cometh
- 1973 - O Assassinato de um Presidente
- 1973 - The Outfit

## Peças teatrais
- TOO MANY HUSBANDS  (1939), de W. Somerset Maugham, Theatre de Belasco,

Los Angeles.
- A KISS FOR CINDERELLA (1940), de J.M. Barrie, com Luise Ranier. Ryan apareceu também em várias peças durante o festival de verão em Dennis, Masssachusetts; Maplewood, Nova Jersey; Arden, Delaware.
- CLASH BY NIGHT (1941), de Clifford Odets, dirigido por Lee Strasberg. Como Joe Doyle, com Tallulah Bankhead, Joseph Schildkraut, Lee J. Cobb, Theatre de Schubert, Filadélfia, Pensilvânia, Theatre  Belasco, New York.
- CORIOLANUS (1954), de Shakespeare, produzido e encenado por John Houseman. Como Coriolanus, com esmeril de John, Mildred Natwick, John Randolph, Will Geer, Alan Napier, Lori March, Jack Klugman, mais imóvel Jerry, Gene Saks, Michael Tolan, Jack Bittner, e outros. Theatre  Phoenix, New York.
- THE TIGER AT THE DOORS (1957), de Giraudoux, dirigiu por Harold J. Kennedy, Com John Ireland, Mary Astor, Marilyn Erskine, Ray Danton, e outros. Theatre  Sombrero, Phoenix, Arizona e Theatre Ivar, Los Angeles.

OBS: Robert Ryan Fundou o grupo teatral da UCLA, com John Houseman e Sidney Harmon, em 1959
- THE MURDER IN CATHEDRAL (1959), de T.S. Eliot, dirigiu por John Houseman. Como Thomas Beckett. Com  Richard Hale, Robert Gist, Theodore Marcuse, John Hoyt, Alan Napier, Joseph Ruskin, Robert Casper, Stephen Joyce, Pippa Scott, Doris Lloyd, Betty Harford, e outro, Schoenberg Salão, UCLA.
- ANTONY E CLEOPATRA (1960), de William Shakespeare, encenado por Jack Landau. Como Antonio. Com Katharine Hepburn, Douglas Watson, John Harkins, Donald Davis, Patrick Hines, Earle Hyman, Annie Fielding, John Ragin, Morris Carnovsky, Will Geer, Clifford James, Sada Thompson, e outro, Festival Americano de Shakespeare,em Stratford, Connecticut.
- Mr. PRESIDENT (1962), de Howard Lindsay e Russell Crouse, música e líricos de Irving Berlim, encenada por Joshua Logan. Como o Presidente Stephen Henderson. Com Nanette Fabray, Anita Gillette, Strickler Jerry, Jack Washburn, Charlotte Fairchild, Jack Haskell, Stanley Grover, Wisa D'Orso, John Cecil Holm. Theatre do St. James, New York.
- OTHELLO (1967), de William Shakespeare, como Othello, Playhouse de Nottingham, Nottingham, Inglaterra.
- LONG DAY'S JOURNEY INTO NIGHT(1967), De Eugene O'Neill, como James Tyrone. Encenado no Playhouse de Notthingham, Nottingham, Inglaterra.

OBS: Robert Ryan Fundou o Plumstead Playhouse Companhia de Repertório, com Henry Fonda e Martha Scott (1968).
- OUR TOWN(1968), de Thornton Selvagem, dirigido por Leo Brady. Como o Editor Webb. Com Henry Fonda, Estelle Parson, John McGiver, Jo Van Fleet, John Beal, Anthony George, Marcam Bramhall, Coley de Thomas, e outros. Theatre de Mineola, Mineola.
- FRONT PAGE (1968), de Ben Hecht e  Charles MacArthur, direção de Leo Brady.
- EPOCH OF YOUR LIFE (1968), de William Saroyan. Como o filosfo Barfly. Theatre de Millpond, Roslyn,curta temporada.
- O FRONT PAGE (1969), dirigido por Harold J. Kennedy. Como Walter., com Peggy Cass, Bert Convy, Doro Merande, Conrad Janis, John McGiver, Val Avery, James Flavin, branco de Charles, Harold J. Kennedy, Julia Meade (substituída por Helen Hayes), e outro, Theatre de Ethel Barrymore, New York.
- LONG DAY'S JOURNEY INTO NIGHT(1971), de Eugene O'Neill. Como James Tyrone. Com Geraldine Fitzgerald, Stacy Keach, James Naughton, Theatre do Promenade, New York